# Komora (grzyby)

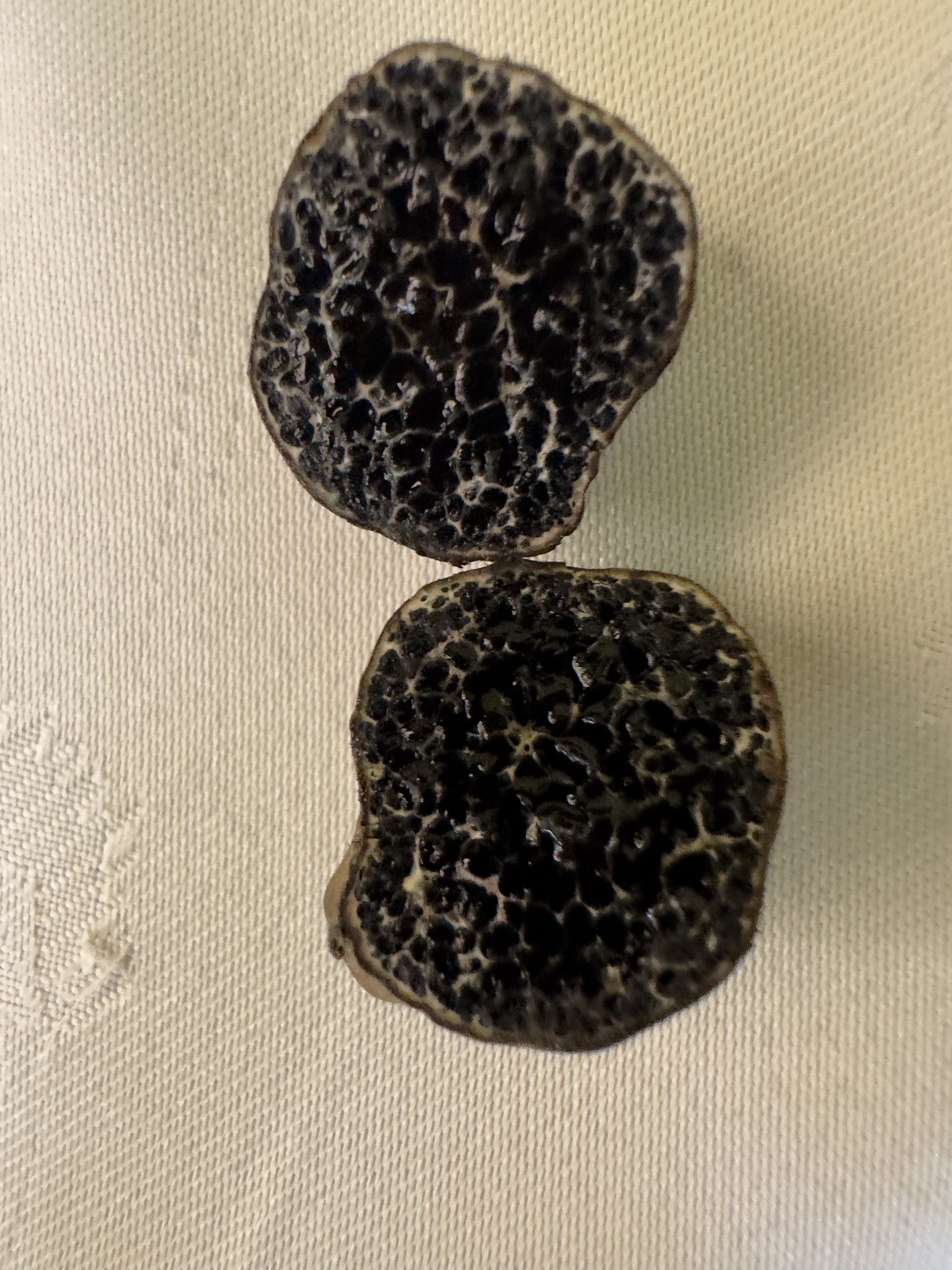
Komory w owocniku Melanogaster broomeianus

Komora (łac. locule) – u grzybów komora lub wnęka w owocnikach, lub podkładkach. Takie komory występują np. w zamkniętych owocnikach grzybów, dawniej zwanych wnętrzniakami (Lycoperdon, Scleroderma, Bovista, Tuber i inne). Wnętrze ich bazydiokarpów wypełnia gleba, w początkowych stadiach rozwoju owocnika zwykle w całości, później w miarę wzrostu owocnika pomiędzy jej strzępkami tworzą się puste komory. Ich ściany pokryte są warstwą hymenium, w której powstają zarodniki. U niektórych workowców Ascomycetes w hymenium czasami występują komory, w których znajdują się perytecja. Komory z owocnikami występują także w podkładkach wielu grzybów. Występowanie komór, ich liczba, kształt i wielkość mają znaczenie przy oznaczaniu wielu gatunków tych grzybów.
Komory występują także w trzonach niektórych grzybów; takie trzony nazywa się komorowatymi. Często trzony w młodych owocnikach są pełne, z czasem stają się watowate, komorowate lub puste.